# Lennard Charles Mandleberg
Lennard Charles Mandleberg, britanski general, * 1893, † 1975.